# کاناکو توجو
کاناکو توجو (انگلیسی: Kanako Tōjō؛ ۳ مارس ۱۹۸۴ – ) صداپیشه اهل ژاپن بود. وی از سال ۲۰۰۵ میلادی تاکنون مشغول فعالیت بوده‌است.